# Chernes iberus
Chernes iberus är en spindeldjursart som beskrevs av Ludwig Carl Christian Koch 1873. Chernes iberus ingår i släktet Chernes och familjen blindklokrypare. Inga underarter finns listade i Catalogue of Life.